# Красне (Каховський район)
Кра́сне —  село в Україні, у Горностаївській селищній громаді Каховського району Херсонської області. Населення становить 352 осіб. Артезіанська свердловина.

## Історія
У лютому 2022 року село тимчасово окуповане російськими військами під час російсько-української війни.
22 червня 2023 року рішенням Національної комісії зі стандартів державної мови віднесено до списку населених пунктів, які «можуть не відповідати лексичним нормам української мови», зокрема стосуватися «російської імперської чи колоніальної політики». Громаді рекомендовано обґрунтувати доцільність збереження поточної назви або  запропонувати нову назву в установленому законодавством порядку.

## Населення
Згідно з переписом УРСР 1989 року чисельність наявного населення села становила 334 особи, з яких 160 чоловіків та 174 жінки.
За переписом населення України 2001 року в селі мешкало 350 осіб.
У селі проживає значна громада турків-месхетинців, які традиційно сповідують іслам.

### Мова
Розподіл населення за рідною мовою за даними перепису 2001 року:
| Мова       | Відсоток |
| ---------- | -------- |
| українська | 64,20 %  |
| російська  | 4,83 %   |
| угорська   | 0,28 %   |
| інші       | 30,69 %  |